# Mancomunitat Intermunicipal del Marquesat
La Mancomunitat Intermunicipal del Marquesat és una mancomunitat de municipis de la comarca de la Ribera Alta (País Valencià). Aglomera 3 municipis i 5.804 habitants, en una extensió de 110,40 km². Actualment està presidida per Àngels Simón i Bisbal, regidora de Catadau pel PSPV.
Les seues competències són:
- Aigües potables
- Ambulàncies
- Depuració d'aigües residuals

Els pobles que formen la mancomunitat són:
- Alfarb
- Catadau
- Llombai